# Mayr

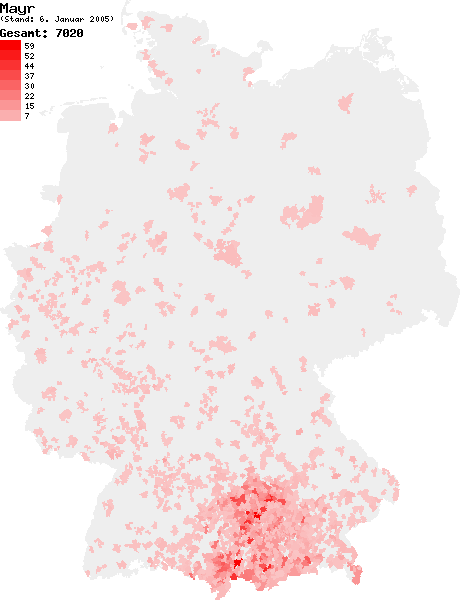
Verteilung des Namens Mayr in Deutschland (2005)

Mayr ist ein deutscher Familienname.

## Herkunft und Bedeutung
Mayr ist eine Form von Meier. Varianten, Bedeutung und Verbreitung siehe dort.

## Namensträger

### A
- Albert Mayr (Jurist) (1848–1938), deutscher Jurist, Senatspräsident OLG München
- Albert Mayr (Komponist) (1943–2024), italienischer Komponist und Hochschullehrer
- Alex Mayr (* 1985), deutsche Sängerin und Multiinstrumentalistin
- Alexander Mayr (Musiker) (* 1986), österreichischer Trompeter
- Alexander Mayr (* 2002), österreichischer Fußballspieler
- Alfred Mayr (?–2008), deutscher Unternehmer und Firmengründer
- Alois Mayr (1938–2014), deutscher Geograf
- Aloys Mayr (1807–1890), deutscher Mathematiker
- Alphons Mayr von Baldegg (1789–1875), Schweizer Militär in französischen Diensten
- Andrea Mayr (* 1979), österreichische Langstreckenläuferin
- Andreas Mayr (Maler) (1820–1893), deutscher Maler
- Andreas Mayr (Politiker) (1898–nach 1971), deutscher Politiker, Bürgermeister von Donauwörth
- Andreas Mayr (Bogenschütze) (* 1997), deutscher Bogenschütze
- Andreas Ferdinand Mayr (1693–1764), österreichischer Geigenbauer
- Ani Gülgün-Mayr (* 1970), österreichische Journalistin und Moderatorin
- Anna Mayr (Politikerin) (1922–1966), österreichische Politikerin
- Anna Mayr (Journalistin) (* 1993), deutsche Journalistin
- Ansgar Mayr (* 1972), deutscher Politiker (CDU)
- Anton Mayr (Gymnasiallehrer) (1855–1943), österreichischer Lehrer und Historiker
- Anton Mayr (1922–2014), deutscher Veterinärmediziner
- Anton Franz von Mayr (Künstlername Robert von Lenor; 1853–1900), österreichischer Schauspieler
- Antonia Mayr (* 1949), österreichische Rennrodlerin
- August Mayr (1892–um 1974), deutscher Politiker, Müller und Landwirt
- August Mayr-Lenoir (1887–1968), deutscher Maler

### B
- Barbara Mayr (* 1968), deutsche Jazzsängerin
- Beda Mayr (1742–1794), deutsch-christlicher Gelehrter
- Benedikt Mayr (Sänger) (1835–1902), deutscher Opernsänger (Tenor)
- Benedikt Mayr (Freestyle-Skier) (* 1989), deutscher Freestyle-Skier
- Bernadette Mayr (* 1952), deutsche Quilt-Künstlerin
- Bernhard Mayr (* 1984), deutscher Ringer
- Berthold Mayr (1925–2015), österreichischer Theologe, Priester, Historiker, Germanist, Pädagoge und Medienpfarrer
- Burkhard Mayr (* 1944), österreichischer Tiermediziner und Hochschullehrer

### C
- Camilo Mayr (* 1991), deutscher Bogenschütze
- Carl Mayr (Mediziner) (1807–1872), deutscher Mediziner
- Carl Mayr (Gastronom) (1875–1942), österreichischer Künstler und Gastronom
- Carl Mayr (Chemiker) (1881–1951), österreichischer Chemiker
- Carl Mayr-Graetz (1850–1929), österreichischer Maler
- Carlo Mayr (1810–1882), italienischer Jurist und Politiker
- Christian Mayr (Journalist) (* 1976), österreichischer Journalist
- Christian Mayr (* 1979), deutscher Eishockeyspieler
- Christian Friedrich von Mayr (1803–1851), deutscher Maler
- Christine Mayr (* 1956), Südtiroler Politikerin
- Christine Mayr-Lumetzberger (* 1956), österreichische Vagantenbischöfin
- Christoph Mayr (* 1964), deutscher Architekt, siehe terrain:loenhart&mayr
- Christoph Mayr (Dokumentarfilmer) (* 1970), österreichischer Dokumentarfilmer, Fotograf und Autor
- Christoph Anton Mayr (um 1720–1771), österreichischer Kirchenmaler

### D
- Daniel Mayr (* 1995), deutscher Basketballspieler

### E
- Edgar Mayr (* 1962), deutscher Chirurg und Hochschullehrer
- Elisabeth Mayr (* 1996), deutsch-österreichische Fußballspielerin
- Elli Mayr (* 1983), österreichische Politikerin (SPÖ)
- Emil Mayr (* 1985), italienisch-österreichischer Bildhauer
- Engel Mayr (* 1984), österreichischer Musiker
- Erasmus Mayr (* 1979), deutscher Philosoph und Hochschullehrer
- Ernst Mayr (1904–2005), deutsch-amerikanischer Biologe
- Ernst Mayr (Informatiker) (* 1950), deutscher Informatiker
- Erwin Mayr (1899–1969), österreichischer Saatgutforscher
- Eugen Mayr (1871–1936), württembergischer Oberamtmann
- Eva Mayr-Stihl (1935–2022), deutsche Unternehmerin
- Evelyn Mayr (* 1989), italienische Tennisspielerin

### F
- Felix Mayr (* 1995), Schweizer Schauspieler
- Franz Mayr (Maler) (1707–1752), deutscher Maler
- Franz Mayr (Industrieller) (1779–1847), österreichischer Industrieller
- Franz Mayr (Mediziner) (1814–1863), österreichischer Kinderarzt, kaiserlicher Leibarzt und Hochschullehrer
- Franz Mayr (Missionar) (1865–1914), österreichischer Priester und Missionar
- Franz Mayr (SA-Mitglied) (1890–1952), deutscher Verwaltungsjurist und SA-Führer
- Franz Mayr (Politiker) (1915–1985), österreichischer Politiker (ÖVP)
- Franz Mayr von Melnhof (Industrieller, 1810) (1810–1889), österreichischer Industrieller
- Franz Mayr von Melnhof (Industrieller, 1854) (1854–1893), österreichischer Industrieller
- Franz von Paula Mayr (1778–1845), deutscher Maler
- Franz Alois Mayr (1723–1771), deutscher Baumeister
- Franz Xaver von Mayr (1756–1838), österreichischer Tuchhändler und Mäzen
- Franz Xaver Mayr (Mediziner) (1875–1965), österreichischer Arzt
- Franz Xaver Mayr (Naturwissenschaftler) (1887–1974), deutscher Priester und Naturwissenschaftler
- Franz Xaver Mayr (Fabrikant) (1891–1947), deutscher Unternehmensgründer
- Friedrich Mayr (Künstler) (1929–2019), österreichischer Künstler
- Friedrich Mayr-Melnhof (1924–2020), österreichischer Politiker (ÖVP)
- Fritz Mayr (Musiker) (1940–2020), deutscher Volksmusiker und Komponist
- Fritz Gerhard Mayr (1931–2024), österreichischer Architekt

### G
- Georg Mayr (Jesuit) (1564–1623), deutscher Jesuit und Linguist
- Georg Mayr (Unternehmer) (1795–1870), deutscher Heilbadbetreiber und Unternehmer
- Georg Mayr (Kartograf) (1800–1864), deutscher Kartograf
- Georg Mayr (Landkommissar) (1806–1875), deutscher Landkommissar
- Georg Mayr (Politiker, 1817) (auch Georg Mayer; 1817–??), deutscher Ökonom und Politiker, MdL Bayern
- Georg Mayr (Priester) (1820–1891), deutscher Priester
- Georg von Mayr (1841–1925), deutscher Statistiker und Volkswirt
- Georg Mayr (Politiker, 1912) (1912–1980), deutscher Politiker (SPD)
- Georg Wilhelm Mayr (* 1951), deutscher Mediziner und Biochemiker
- Gerald Mayr, deutscher Paläontologe und Ornithologe
- Gerhard Mayr (* 1959), österreichischer Trabrennfahrer
- Gesa Mayr (* 1986), deutsche Journalistin und Redakteurin
- Giovanni Simone Mayr (urspr. Johann Simon Mayr; 1763–1845), deutscher Komponist italienischer Opern
- Guido Mayr-Werchota (1880–1957), österreichischer Rechtsbibliothekar
- Günter Mayr (* 1939), deutscher Schauspieler sowie Opern- und Theaterregisseur
- Gunter Mayr (* 1972), österreichischer Sektionsleiter und Hochschullehrer
- Günther Mayr (* 1966), österreichischer Fernsehmoderator und Journalist
- Gustav Mayr (1830–1908), österreichischer Insektenkundler
- Gustav Mayr (Politiker) (1872–1936), tschechoslowakischer Politiker (SdP)

### H
- Hanns Forcher-Mayr (1898–1974), italienischer/Südtiroler Alpinist und Naturwissenschaftler
- Hans Mayr, deutscher Maler und Kupferstecher, siehe Hans Mair (Künstler)
- Hans Mayr (Architekt) (1877–1918), österreichischer Architekt
- Hans Mayr (Politiker, 1915) (1915–1970), Südtiroler Politiker (SVP)
- Hans Mayr (Gewerkschafter) (1921–2009), deutscher Gewerkschafter und Politiker (SPD)
- Hans Mayr (Fotograf) (1926–1993), österreichischer Fotograf und Kulturmanager
- Hans Mayr (Politiker, 1928) (1928–2006), österreichischer Politiker (SPÖ)
- Hans Mayr (Politiker, 1960) (* 1960), österreichischer Politiker (ÖVP, TEAM)
- Hans Peter Mayr (* 1944), österreichischer Kanute
- Heike Mayr-Lang (* 1972), deutsche Wirtschaftsmathematikerin und Hochschullehrerin
- Heinrich von Mayr (1806–1871), deutscher Maler (Pferde; oriental. Szenarien)
- Heinrich Mayr (1854–1911), deutscher Forstmann und Botaniker
- Heinrich Christian Mayr (* 1948), deutscher Informatiker
- Heinz Mayr (* 1935), deutscher Geher
- Helmut Mayr (1941–2016), deutscher Geologe und Paläontologe
- Helmuth Mayr (1932/1933–2019), deutscher Bildhauer, Restaurator, Zither- und Maultrommelspieler
- Henry Mayr-Harting (* 1936), britischer Historiker
- Herbert Mayr (Politiker, 1909) (1909–1984), österreichischer Politiker (SPÖ), Wiener Landtagsabgeordneter
- Herbert Mayr (Politiker, 1943) (1943–2015), italienischer Sportler und Politiker (SVP)
- Herbert Mayr (Chemiker) (* 1947), deutscher Chemiker
- Herbert Mayr (Musiker) (* 1961), österreichischer Kontrabassist
- Hermann Mayr (* 1929), österreichischer Skilangläufer
- Hildegard Goss-Mayr (* 1930), österreichische Friedensaktivistin und Schriftstellerin
- Hirschl Mayr (?–nach 1673), jüdischer Vorsteher in Wien
- Horst Mayr (* 1955), österreichischer Stein- und Holzbildhauer
- Hubert Mayr (1913–1945), österreichischer Sozialist und Widerstandskämpfer

### I
- Ingemar Mayr (* 1975), niederländisch-österreichischer Skispringer
- Ingobert Mayr (* 1965), österreichischer Politiker (SPÖ)

### J
- Jakob Mayr (Politiker) (1894–1971), österreichischer Politiker (ÖVP)
- Jakob Mayr (Weihbischof) (1924–2010), österreichischer Geistlicher, Weihbischof in Salzburg
- Jörg Mayr (* 1970), deutscher Eishockeyspieler
- Johann Mayr (Architekt) (Johann Mayr d. Ä. von der Hausstatt; 1643–1718), deutscher Architekt
- Johann von Mayr (1716–1759), deutscher General
- Johann Mayr (Theologe) (1923–2017), Südtiroler Theologe
- Johann Mayr (Sozialwissenschaftler) (* 1946), österreichischer Sozialwissenschaftler, Wirtschaftshistoriker und Hochschullehrer
- Johann Mayr (Cartoonist) (* 1956), deutscher Illustrator und Cartoonist
- Johann Mayr (Politiker), österreichischer Politiker (Team Stronach)
- Johann Baptist Mayr (1681–1757), deutscher Geistlicher, Abt von Rebdorf
- Johann Heinrich Mayr (1768–1838), Schweizer Färbereifabrikant und Publizist
- Johann Jakob von Mayr (1677–1749), deutscher Geistlicher, Weihbischof in Augsburg
- Johann Jakob Mayr von Mayenburg (auch Johannes Jakob Mayr von Mayenburg, Johann Jacobus Mejer; 1665–1717), deutscher Mediziner
- Johann Sigmund von Mayr (1775–1813), deutscher Maler
- Johann Simon Mayr (1763–1845), deutscher Komponist und Musiklehrer
- Johann Ulrich Mayr (1630–1704), deutscher Maler
- Johannes Mayr (Psychologe) (* 1948), österreichischer Psychologe
- Johannes Mayr (Organist) (* 1963), deutscher Organist
- Johannes Mayr (Regisseur) (* 1974), deutscher Hörspielregisseur, Rundfunkautor und Musiker
- Josef Mayr (Schriftsteller) (Pseudonym Julius Günther, Mayr-Günther; 1844–1907), österreichischer Schriftsteller
- Josef Mayr (Tiermediziner) (1868–1930), deutscher Tiermediziner und Hochschullehrer
- Josef Mayr (Politiker, 1900) (1900–1957), deutscher Politiker (NSDAP), Oberbürgermeister von Augsburg
- Josef Mayr (Musiker) (1927/1928–2016), österreichischer Musiker und Hochschullehrer
- Josef Mayr (Politiker, 1950) (* 1950), österreichischer Politiker (SPÖ), Salzburger Landtagsabgeordneter
- Josef Mayr (Politiker, 1967) (* 1967), österreichischer Politiker (ÖVP), Oberösterreichischer Landtagsabgeordneter
- Josef Mayr-Kern (1932–1992), österreichischer Musiker, Pädagoge, Komponist, Chorleiter, Verbandsfunktionär und Herausgeber
- Josef Mayr-Nusser (1910–1945), Opfer des Nationalsozialismus und Seliger der katholischen Kirche
- Josef Karl Mayr (Historiker) (1885–1960), österreichischer Historiker und Archivar
- Josef Karl Mayr (Funktionär) (1900–1979), österreichischer Beamter und Agrarfachmann
- Juan Mayr Maldonado (* 1952), kolumbianischer Fotograf, Umweltaktivist und Politiker; seit 2011 kolumbianischer Botschafter in Deutschland
- Julia Mayr (* 1991), italienische Tennisspielerin
- Julius Mayr (1855–1935), deutscher Arzt und Schriftsteller
- Julius K. Mayr (1888–1965), deutscher Dermatologe und Hochschullehrer

### K
- Karin Mayr-Krifka (* 1971), österreichische Sprinterin
- Karl Mayr (Historiker) (1864–1917), deutscher Historiker
- Karl Mayr (Politiker, 1883) (1883–1945), deutscher Politiker (SPD) und Offizier
- Karl Mayr (Politiker, 1902) (1902–1972), österreichischer Politiker (WdU), Salzburger Landtagsabgeordneter
- Karl Mayr (Maler) (* 1920), deutscher Maler
- Karl Mayr (Unternehmer) (1936–2020), österreichischer Unternehmer
- Karl Maria Mayr (1886–1972), Südtiroler Prähistoriker und Museumsleiter
- Karl Sigmund Mayr (1906–1978), deutscher Volkswirt und Politiker (CSU)
- Karl Viktor Mayr (1882–1974), österreichischer Maler
- Kerstin Suchan-Mayr (* 1975), österreichische Politikerin (SPÖ)
- Klaus Mayr (* 1940), deutscher Alpinskitrainer
- Konrad Mayr († 1522), deutscher Geistlicher

### L
- Leodegar Mayr (1928–2013), deutscher Geigenbauer
- Leopold Mayr (1808–1866), österreichischer Baumeister, Architekt und Kommunalpolitiker
- Lina Mayr (1848–1914), österreichisch-deutsche Operettensängerin (Sopran) und Schauspielerin
- Luca Mayr-Fälten (* 1996), österreichischer Fußballspieler
- Lucille-Mareen Mayr (* 1993), deutsche Schauspielerin, Sängerin und Musical-Darstellerin
- Ludwig Mayr (Propst) (1778–1851), österreichischer katholischer Geistlicher und Propst des Klosters Neustift
- Ludwig Mayr (Pädagoge) (1851–1944), österreichischer Klassischer Philologe und Schriftsteller
- Ludwig Mayr (1876–1948), deutscher Theaterschauspieler und Theaterregisseur
- Ludwig Mayr-Falkenberg (1893–1962), deutscher Diplomat und Verwaltungsbeamter (Landrat)
- Lydia Mayr (* 1976), österreichische Skeletonsportlerin

### M
- Magdalena Mayr (* 1992), deutsche Fußballspielerin
- Marco Mayr (* 1960), Schweizer Leichtathlet
- Matthias Mayr (* 1981), österreichischer Freeride-Profi und Sportwissenschafter
- Matthias Mayr (Eishockeyspieler) (* 1989), deutscher Eishockeyspieler
- Max von Mayr (1848–1934), österreichischer Jurist und Fachautor
- Max Mayr (Wasserbauingenieur) (1853–1916), deutscher Wasserbauingenieur
- Max Mayr (1896–1985), deutscher Kommunalpolitiker und Widerstandskämpfer gegen das NS-Regime
- Max Mayr (Journalist) (1928–2012), österreichischer Journalist
- Maximilian Mayr (1820–1883), Propst von Kloster Neustift
- Maximilian Mayr-Melnhof (* 1970), österreichischer Unternehmer
- Mel Mayr (* 1986), österreichische Sängerin
- Michael Mayr (Bildhauer) (1650–1725), österreichischer Barockbildhauer
- Michael Mayr (Maler, 1796) (1796–1870), österreichischer Bühnenmaler
- Michael Mayr (1864–1922), österreichischer Historiker und Politiker
- Michael Mayr (Maler, 1960) (* 1960), deutscher Maler
- Michael Mayr (Eishockeyspieler) (* 1984), österreichischer Eishockeyspieler
- Michael Mayr (Judoka) (* 1988), österreichischer Judoka
- Miguel Mayr (* 2004), österreichischer Fußballspieler

### N
- Nicola Mayr (* 1978), italienische Eisschnellläuferin
- Nik Mayr (* 1982), deutscher Schauspieler, Regisseur und Theaterleiter
- Nikolaus Mayr-Melnhof (* 1978), österreichischer Automobilrennfahrer

### O
- Otto Mayr (Politiker) (1884–1952), österreichischer Politiker
- Otto Mayr (Rechtsanwalt) (1887–1977), österreichischer Rechtsanwalt und Mäzen
- Otto Mayr (Architekt) (1911–1986), österreichischer Architekt
- Otto Mayr (Technikhistoriker) (1930–2025), deutscher Technikhistoriker

### P
- Patricia Mayr-Achleitner (* 1986), österreichische Tennisspielerin
- Paul Mayr (1881–1957), Südtiroler Politiker
- Paulinus Mayr (1628–1685), Fürstbischof von Brixen
- Peter Mayr (Maler) (1758–1836), deutscher Porträt- und Miniaturenmaler
- Peter Mayr (1767–1810), Tiroler Wirt und Freiheitskämpfer
- Peter Mayr (Jurist) (* 1956), österreichischer Rechtswissenschaftler und Hochschullehrer
- Peter Mayr (Ingenieur) (* 1976), österreichischer Ingenieur und Hochschullehrer für Schweißtechnik
- Philipp Benitius Mayr OSM (1760–1826), österreichischer Servitenpater und Hochschullehrer

### R
- Richard Mayr (1877–1935), österreichischer Sänger (Bass)
- Robert Mayr-Harting (1874–1948), österreichisch-tschechoslowakischer Rechtswissenschaftler und Politiker
- Robin Mayr-Fälten (* 2001), österreichischer Fußballspieler
- Roland Mayr (* 1984), deutscher Eishockeyspieler
- Rolf Mayr (Schriftsteller) (1899–1961), deutscher Schriftsteller und Übersetzer
- Rolf Mayr (* 1964), deutscher Basketballspieler und größter Mensch Deutschlands
- Roman Mayr (1885–1971), deutscher Journalist und Chefredakteur
- Rosl Mayr (1896–1981), deutsche Volksschauspielerin
- Rudolf von Mayr (1869–1921), österreichischer Landesregierungsrat
- Rudolf Mayr (Pilot) (1910–1991), deutscher Pilot
- Rudolf Mayr (Segler) (* 1949), österreichischer Segler
- Rudolf Alexander Mayr (* 1956), österreichischer Extrembergsteiger, Unternehmer und Schriftsteller
- Rupert Mayr (* 1948), österreichischer Gartenfachmann und Buchautor
- Rupert Ignaz Mayr (1646–1712), deutscher Komponist und Violinist

### S
- Sepp Mayr (Politiker) (* 1935), Südtiroler Politiker (SVP)
- Sepp Mayr (Rennrodler), deutscher Rennrodler
- Severin Mayr (* 1979), österreichischer Politiker
- Simon Mayr (1573–1624), deutscher Astronom und Mathematiker, siehe Simon Marius
- Simon Mayr (Baumeister) (auch Simon Mayer; 1779–1840), österreichischer Baumeister und Maler
- Simon Mayr (Eishockeyspieler) (* 1995), deutscher Eishockeyspieler
- Stefan Mayr (* 1969), österreichischer Botaniker
- Stephanie Mayr (* 1965), deutsche Curlerin
- Steve Mayr (* 1983), österreichischer Politiker
- Susanna Mayr (um 1600–1674), deutsche Barockmalerin, Kupferstecherin und Silhouettenschneiderin
- Susanne Mayr (* 1975), deutsche Psychologin und Hochschullehrerin
- Suzette Mayr (* 1967), kanadische Schriftstellerin

### T
- Theodor Mayr (1805–nach 1839), deutscher Maler
- Thomas Mayr (Baumeister, Grafing) († 1733), deutscher Baumeister
- Thomas Mayr (Baumeister, Lienz) (1733–1810), österreichischer Baumeister
- Thomas Mayr (Sänger) (* 1956/1957), österreichisch-deutscher Sänger (Bass-Bariton), Chordirigent und Gesangspädagoge
- Thomas Mayr (Sportmediziner), österreichischer Sportmediziner und Autor
- Thomas Mayr-Harting (* 1954), österreichischer Diplomat
- Thomas Maria Mayr (* 1955), deutscher Psychiater, Ethnologe und Autor

### U
- Ulrich Mayr (* 1961), deutscher Psychologe und Hochschullehrer

### V
- Verena Mayr (* 1995), österreichische Leichtathletin
- Volker Mayr (* 1942), deutscher Maler

### W
- Walter Mayr (Politiker) (* 1943), österreichischer Politiker (ÖVP)
- Walter Mayr (Journalist) (* 1960), deutscher Journalist
- Walter J. Mayr (* 1943), österreichischer Unternehmer und Politiker
- Wilhelm Mayr (um 1850–?), deutscher Glasmaler und Holz- bzw. Altarbildhauer
- Wilhelm Mayr, Geburtsname von Wilhelm Baur (Verleger, 1905) (1905–1945)
- Wilhelm Eugen Mayr (* 1947), deutscher Autor, Arrangeur und Komponist
- Wolfgang Mayr (* 1944), österreichischer Journalist, Chefredakteur der Austria Presse Agentur

### Y
- Yannick Mayr (* 1996), österreichischer American-Football-Spieler